# Heterocrypta
Heterocrypta is een geslacht van kreeftachtigen uit de klasse van de Malacostraca (hogere kreeftachtigen).

## Soorten
- Heterocrypta colombiana Garth, 1940
- Heterocrypta craneae Garth, 1959
- Heterocrypta granulata (Gibbes, 1850)
- Heterocrypta lapidea Rathbun, 1901
- Heterocrypta macrobrachia Stimpson, 1871